# Heliophanus ramosus
Heliophanus ramosus är en spindelart som beskrevs av Wesolowska 1986. Heliophanus ramosus ingår i släktet Heliophanus och familjen hoppspindlar. Inga underarter finns listade i Catalogue of Life.